# LOOPCUBE
LOOPCUBE（ループキューブ）は、日本の音楽クリエイター集団。主にコンピュータゲーム全般の主題歌やBGMの制作を中心に、総合的な音楽プロデュースを手がけている。iCS-インターネットキャラクターショウ-2000のテーマソングなど初期作品では LOOP3 や LOOP CUBE と表記されていた。（限定パンフレットCDより）

## 概要
ジャンルを問わず全てのゲームおよびゲーム関連の作品に対し主題歌やBGM等を提供する音楽ユニットとして、それまで電気グルーヴカバーバンド「超合金」、リミックスユニット「Circuit Service」、女性ボーカルを持つ音楽ユニット「TRyAnGLE」などとして別々の活動を行ってきた今川靜也（Seiya）、H/de.、quad、Hiroki の4人が上京を期に集結し、2000年1月1日に結成した。主に東京都内でレコーディングほか制作活動を行っている。
その活動は単にゲームの音楽制作・提供だけにとどまらず、アニメやイベントなど幅広い分野にも広げているうえ、音楽と映像などをさまざまに組み合わせた総合的な音楽プロデュースを展開している。公式サイトの紹介によると、営利・非営利を問わずメンバーが面白いと感じたものに対して積極的に参加している。

## メンバー

### 在籍メンバー
- Seiya（2000年1月1日 - ） - 創立メンバーで、LOOPCUBE 代表。作曲を中心に全体の企画や音楽プロデュースなどを手がける。
- H/de.（2000年1月1日 - ） - 創立メンバー。作詞・映像制作・ビデオジョッキーを中心にプロデュースやデザイン作製を担当。
- quad（2000年1月1日 - ） - 創立メンバーで、サウンドエンジニア。制作された音源の最終調整や楽曲アレンジ、ミックスなど重要部分を担う。
- fooca.（2006年8月1日 - ） - nomico に代わるボーカル担当として加入。ナレーション、朗読も担当する。
- risuko（2008年7月1日 - ） - ボーカル担当として加入し、リードボーカルを務める。ささかまリス子名義でのソロ活動のほか、安藤紗々名義で作詞も行っている。
- 海野みすず（2008年 - ）  - 2006年に自身の主催するPingPongDash!から頒布されたCD付同人誌「赤月巴の主張」でのコラボレーションがきっかけで参加。アルバム「fragrance」以降、作詞やドラマパート脚本などを担当。

### 過去のメンバー
- Hiroki（2000年1月1日 - 2006年5月31日）  - 創立メンバーで、作曲を中心に、編曲や作詞も担当。後にHiroと改名。
- nomico（2004年4月1日 - 2006年5月31日） - ボーカル担当。脱退後、のみことしてソロ活動。

### 関連アーティスト
- 真優（2003年 - ）  - 「月は東に日は西に」「Cafe AQUA」などの楽曲でボーカリストとして参加
- 結城京華（2007年 - ）  - 「Hi☆Jump!」「虹 -Niji」などの楽曲でボーカリストとして参加

## 主な作曲作品
- iCS-インターネットキャラクターショウ-2000（ネットイベント／テーマソング制作）
- iCS-インターネットキャラクターショウ-21（ネットイベント／テーマソング制作）
- wind -a breath of heart-（DC・PS2／主題歌制作）
- エンタテインメントEXPO2002（イベント／イメージソング製作）
- 俺フェチ いちごちゃん気をつけて!（ドラマCD／イメージソング）
- 片神名〜喪われた因果律〜（PS2／全曲制作）
- Cafe AQUA（PCゲーム／全曲制作）
- 月煌のミリア（webノベル／テーマソング制作）
- 侍乙女 -サムライガール-（同人PCゲーム／BGM制作）
- 月は東に日は西に 〜Operation Sanctuary〜（PCゲーム／全曲制作）
- はるのあしおと -Step of Spring-（PS2／主題歌制作）
- バルドバレット イクリブリアム（PS2／BGM制作）
- BALDR FORCE EXE -バルドフォースエグゼ-（DC・PS2／オープニング主題歌制作）
- びんちょうタン（アニメ／エンディング曲制作）
- Princess Holiday 〜転がるりんご亭千夜一夜〜（DC・PS2／エンディング主題歌制作）
- ゆるふわ育成ゲーム MEGU（iPhone系携帯ゲーム／主題歌制作）